# Stemphylium vesicarium

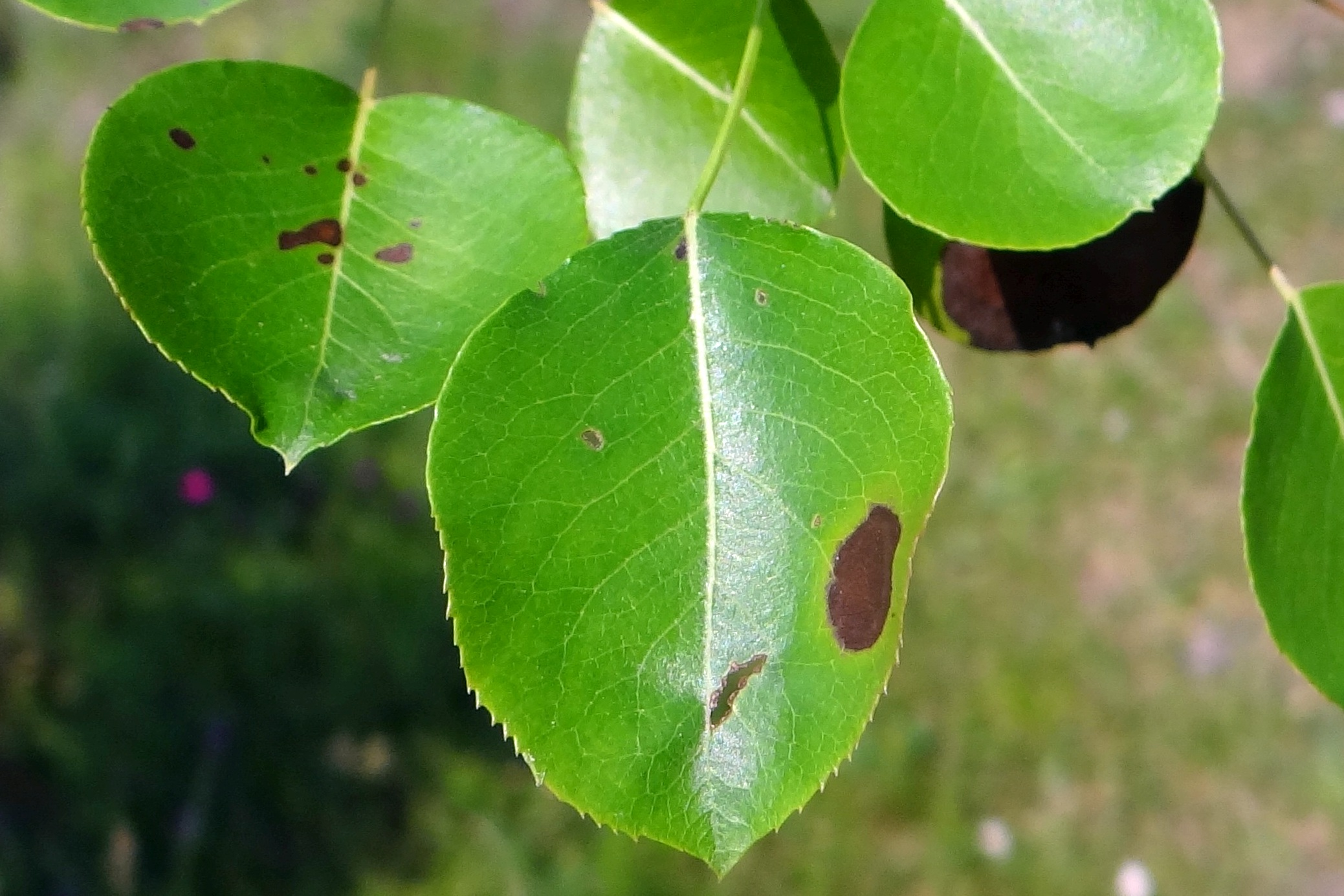
Liście gruszy porażone przez Stemphylium vesicarium

Stemphylium vesicarium (Wallr.) E.G. Simmons – gatunek grzybów z rodziny Pleosporaceae. Grzyb mikroskopijny rozprzestrzeniony na całym świecie na roślinach z rodziny różowatych (Rosaceae). Sprawca brązowej plamistości gruszy i brunatnej plamistości liści lucerny.

## Systematyka i nazewnictwo
Pozycja w klasyfikacji według Index Fungorum: Pleosporaceae, Pleosporales, Pleosporomycetidae, Dothideomycetes, Pezizomycotina, Ascomycota, Fungi.
Po raz pierwszy takson ten w 1833 r. opisał Carl Friedrich Wilhelm Wallroth nadając mu nazwę Helminthosporium vesicarium. Obecną, uznaną przez Index Fungorum nazwę nadał mu E.G. Simmons w 1969 r.
Ma około 150 synonimów. Niektóre z nich:
- lternaria putrefaciens (Fuckel) E.G. Simmons 1995
- Pleospora alfalfae E.G. Simmons 1986
- Pleospora herbarum (Pers.) Rabenh. 1857
- Stemphylium alfalfae E.G. Simmons 1986
- Stemphylium cremanthodii Y.F. Pei & X.G. Zhang 2009
- Stemphylium mali Yong Wang bis & X.G. Zhang 2009
- Stemphylium sedicola E.G. Simmons 2001[5].

## Morfologia
AnamorfaZarodniki konidialne typu diktiokonidium, podłużne do owalnych, wielokomórkowe o 1–5 poprzecznych przegrodach i 1–2 podłużnych. Wielkość konidiów zależy od szczepu i warunków, ale długość konidiów wynosi 21–48 μm, szerokość 10–22 μm. Stosunek długości do szerokości wynosi 1,5 do 2,7 dla konidiów rozwiniętych w tkankach gospodarza i 2,5 do 3,0 dla konidiów hodowanych na podłożu hodowlanym. Grzybnia powietrzna jest nitkowata, rzadka i szklista, a konidiofory są wyprostowane, brązowe i tylko z jednym konidium na szczycie.
TeleomorfaWytwarza owocniki typu pseudotecjum o barwie od brązowej do czarnej, skórzaste, kuliste z ostiolą. Wielkość pseudotecji zależy od podłoża, ich średnica wynosi 100–500 μm. Worki bitunikowe,, cylindryczno-maczugowate, 131 × 26 μm z ośmioma askosporami. Askospory żółtobrązowe, elipsoidalne lub podłużne do maczugowatych, średnio 32 × 14 μm, z trzema do siedmiu poprzecznymi przegrodami i jedną przegrodą podłużną.

## Zasięg występowania i siedlisko
Jest grzybem saprotroficznym i pasożytniczym atakującym wiele gatunków roślin. Występuje na wszystkich kontynentach poza Antarktydą, w Europie w większości krajów. W Polsce występuje przede wszystkim na cebuli, czosnku i porze, lokalnie na gruszy. Wśród roślin uprawnych poraża także szparaga, pietruszkę, lucernę, paprykę, rzodkiew, soję, pomidora, mango, słonecznik i jęczmień zwyczajny, wśród dziko rosnących liczne gatunki z rodziny wiechlinowatych (Poaceae) i bobowatych (Fabaceae).